# Izvoare (Fălești)
Izvoare è un comune della Moldavia situato nel distretto di Fălești di 2.143 abitanti al censimento del 2004